# Quiers
Quiers és un municipi francès, situat al departament de Sena i Marne i a la regió de Illa de França. L'any 2007 tenia 654 habitants.
Forma part del cantó de Nangis, del districte de Provins i de la Comunitat de comunes de la Brie Nangissienne.

## Demografia

### Població
El 2007 la població de fet de Quiers era de 654 persones. Hi havia 208 famílies, de les quals 24 eren unipersonals (12 homes vivint sols i 12 dones vivint soles), 55 parelles sense fills, 117 parelles amb fills i 12 famílies monoparentals amb fills.
La població ha evolucionat segons el següent gràfic:
Habitants censats

### Habitatges
El 2007 hi havia 230 habitatges, 213 eren l'habitatge principal de la família, 8 eren segones residències i 8 estaven desocupats. 228 eren cases i 2 eren apartaments. Dels 213 habitatges principals, 201 estaven ocupats pels seus propietaris, 8 estaven llogats i ocupats pels llogaters i 4 estaven cedits a títol gratuït; 2 tenien dues cambres, 10 en tenien tres, 51 en tenien quatre i 150 en tenien cinc o més. 177 habitatges disposaven pel capbaix d'una plaça de pàrquing. A 63 habitatges hi havia un automòbil i a 145 n'hi havia dos o més.

### Piràmide de població
La piràmide de població per edats i sexe el 2009 era:
| Homes | Edats   | Dones |
| ----- | ------- | ----- |
| 0     | 95 o +  | 0     |
| 0     | 90 a 94 | 0     |
| 0     | 85 a 89 | 4     |
| 0     | 80 a 84 | 4     |
| 0     | 75 a 79 | 0     |
| 8     | 70 a 74 | 0     |
| 0     | 65 a 69 | 4     |
| 8     | 60 a 64 | 8     |
| 20    | 55 a 59 | 16    |
| 20    | 50 a 54 | 20    |
| 32    | 45 a 49 | 24    |
| 40    | 40 a 44 | 28    |
| 36    | 35 a 39 | 32    |
| 12    | 30 a 34 | 28    |
| 16    | 25 a 29 | 16    |
| 16    | 20 a 24 | 12    |
| 40    | 15 a 19 | 8     |
| 48    | 10 a 14 | 20    |
| 16    | 5 a 9   | 24    |
| 24    | 0 a 4   | 8     |

## Economia
El 2007 la població en edat de treballar era de 449 persones, 355 eren actives i 94 eren inactives. De les 355 persones actives 326 estaven ocupades (186 homes i 140 dones) i 29 estaven aturades (13 homes i 16 dones). De les 94 persones inactives 34 estaven jubilades, 33 estaven estudiant i 27 estaven classificades com a «altres inactius».

### Ingressos
El 2009 a Quiers hi havia 214 unitats fiscals que integraven 672 persones, la mediana anual d'ingressos fiscals per persona era de 22.291 €.

### Activitats econòmiques
Dels 19 establiments que hi havia el 2007, 1 era d'una empresa de fabricació d'altres productes industrials, 8 d'empreses de construcció, 5 d'empreses de comerç i reparació d'automòbils, 2 d'empreses de transport, 2 d'empreses de serveis i 1 d'una empresa classificada com a «altres activitats de serveis».
Dels 7 establiments de servei als particulars que hi havia el 2009, 1 era un paleta, 3 lampisteries i 3 electricistes.
L'any 2000 a Quiers hi havia 6 explotacions agrícoles que ocupaven un total de 1.032 hectàrees.

## Equipaments sanitaris i escolars
El 2009 hi havia una escola elemental integrada dins d'un grup escolar amb les comunes properes formant una escola dispersa.

## Poblacions més properes
El següent diagrama mostra les poblacions més properes.